# Bataille de Mahbès (1979)
Guerre du Sahara occidental
Batailles
Pour les articles homonymes, voir Bataille de Mahbès.
La bataille de Mahbès est livrée le 14 octobre 1979 pendant la guerre du Sahara occidental. Le Polisario anéantit un bataillon des forces armées royales marocaines.

## Contexte

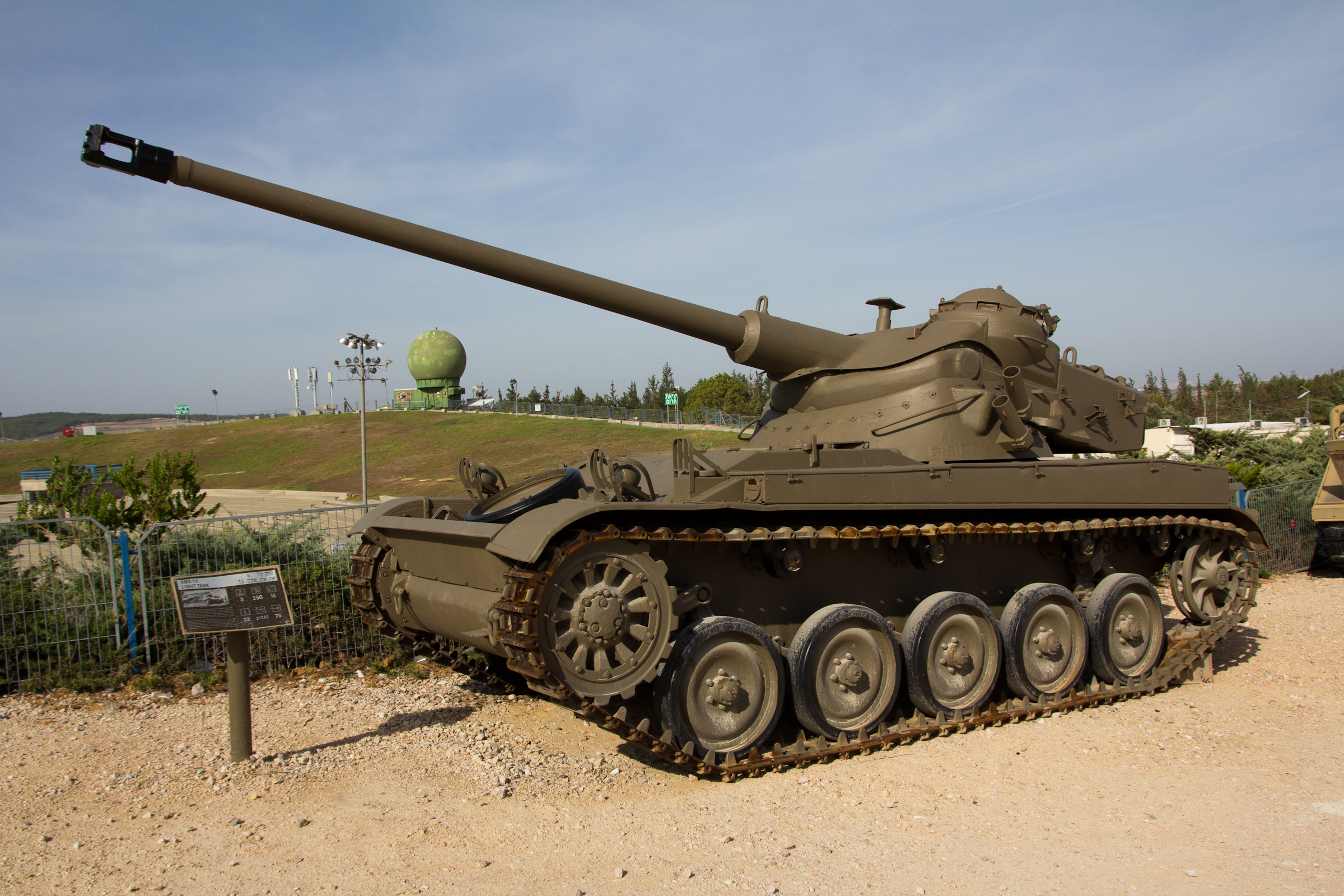
Un char AMX-13 (ici dans un musée en Israël), identique à ceux utilisés par la garnison.

La ville de Mahbès est défendue par un bataillon du 14e régiment d'infanterie motorisée, soit 780 hommes. La garnison compte une batterie d'artillerie, des missiles anti-chars BGM-71 TOW et un escadron blindé, avec notamment 8 chars AMX-13 (dont 4 sont présents le jour de l'attaque). Après l'attaque de Smara, les forces du Polisario retraitant vers leurs bases en Algérie décident d'attaquer la garnison de Mahbès. Une dizaine d'unités du Polisario participent à l'attaque, soit 1 200 hommes.

## Déroulement
L'attaque est lancée à 6 h du matin. À midi, toutes les lignes de défense marocaines ont été prises par le Polisario, et les dernières résistances marocaines sont brisées vers 16 h. L'aviation marocaine intervient. Pendant la journée du 15, les sahraouis poursuivent les Marocains en fuite, et bloquent les renforts marocains. Une partie de la garnison, dont son commandant le capitaine Mohamed Sakka, parvient à se replier vers Zag. Les deux camps seraient tombés à court de munitions.

## Bilan et conséquences
D'après le Polisario, 767 soldats marocains auraient été tués. Des journalistes venus sur place comptent 132 cadavres marocains. Le Polisario présente également 53 prisonniers à la presse. D'après des rapports marocains, 20% des militaires de la garnison auraient été tués et le nombre de blessés serait encore supérieur.
Selon le Maroc, les assaillants déplorent 350 morts et 75 véhicules détruits mais des journalistes peuvent venir visiter la base conquise par le Polisario dès le lendemain de l'attaque.
400 tonnes d'armes en tout genre et notamment un missile antichar BGM-71 TOW, sont capturés par le Front Polisario à la suite de cette attaque.